# (6972) Helvétius
(6972) Helvétius, désignation internationale (6972) Helvetius, est un astéroïde de la ceinture principale.

## Description
(6972) Helvétius est un astéroïde de la ceinture principale. Il fut découvert par Eric Walter Elst le 4 avril 1992 à La Silla. Il présente une orbite caractérisée par un demi-grand axe de 2,56 UA, une excentricité de 0,128 et une inclinaison de 6,34° par rapport à l'écliptique.
Il fut nommé en hommage à Claude-Adrien Helvétius, philosophe, franc-maçon et poète français du XVIIIe siècle.

## Compléments